# Grabss
grabss（グラブス）は、東京都世田谷区三軒茶屋に本社を置き、Webサービスの企画・開発・運営を事業とする日本の企業。

## 企業概要
2012年10月に代表取締役会長兼社長の下平誠一郎が創業。「grab a success」（成功をつかみとれ）が社名の由来。TIGET、THISIS、BIZMEEなど自社開発サービスを運営している。
主力サービスであるTIGETは、2013年11月にサービスを開始し、ライブアイドルやインディーズバンドからメジャーアーティストが導入している電子チケット販売プラットフォーム。
2022年12月にはチケットの流通総額（GMV）が累計160億円を超え、2023年4月にはチケット申込枚数が累計800万枚を突破した。

## 主要サービス

### TIGET
電子チケット販売プラットフォーム。従来紙が主流だったチケットをWebアプリケーションにより電子チケット化した。
その他にも、ライブ配信サービス「TIGET LIVE」や顔認証システム「FaceOpen」をはじめ、抽選販売、リセールなどの機能がある。サービス開始は2013年11月。

### BIZMEE
法人向け Web 会議システム BIZMEE（ビズミー）。議事録機能、画面共有機能、ホワイトボード機能を有する。
WebRTC 技術を採用し、サーバを経由しないP2P通信を実装。サービス開始は2014年9月。

## 沿革
- 2012年
  - 10月 - 横浜市緑区に資本金200万円で株式会社grabss（グラブス）を設立
  - 12月 - クラウドファンディング型芸人支援サイト『芸人ラボ』をリリース
- 2013年
  - 01月 - 本社を横浜市青葉区しらとり台に移転
  - 05月 - 受託開発事業を開始、資本金を500万円に増資
  - 08月 - 東京都と共同で若者の消費者被害を防止する新たな消費者教育を開始
  - 11月 - 電子チケット販売サービス『TIGET』をリリース
- 2014年
  - 09月 - WebRTC 無料Web会議サービス『BIZMEE』をリリース
  - 09月 - ファッションサンプルECサイト『SAMPLE BANK』をリリース
- 2015年06月 - 本社を世田谷区駒沢に移転
- 2016年02月 - タレント向け衣装販売サービス『WARDROBES』をリリース
- 2017年06月 - 福岡オフィスを福岡市博多区博多駅東に開設
- 2018年
  - 09月 - アーティストプラットフォーム『TIGET plus』をリリース
  - 12月 - インフルエンサーをプロデューサーとして迎えたアパレルブランド『UGOstyle』をリリース
- 2019年
  - 03月 - 本社オフィスを増床、バイオメトリクス認証による情報表示システムの特許出願[4]、顔認識 AI(人工知能)Web システムを搭載したバイオメトリクス認証システム 「FaceOpen」を提供開始[5]
  - 07月 - 電子チケット販売サービス『TIGET』の動員数が延べ150万人、流通額が40億円を突破
  - 08月 - TIGET、チケット業界初 バンドルカード運営のカンムと業務提携
  - 10月 - 本社オフィスを増床
- 2020年
  - 01月 - grabssデザインラボを台東区浅草に開設
  - 06月 - 第三者割当増資を実施、TIGET LIVE、複数映像結合・伝送技術を保有するGnzoと業務提携
  - 09月 - 福岡オフィスを福岡市博多区博多駅中央街に移転
  - 10月 - TIGET渋谷オフィスを渋谷区恵比寿西に開設、本社オフィスを増床
  - 12月 - 取締役会および監査役を設置
- 2021年
  - 02月 - 第三者割当増資を実施[6]
  - 04月 - 監査役会を設置
  - 05月 - 本社を世田谷区三軒茶屋に移転
  - 08月 - 新しいインターネット電話サービス『THISIS』をリリース[7]
  - 10月 - 各種興行主催のK-PROと資本業務提携 及び 第三者割当増資引受（子会社化）[8]
- 2022年
  - 11月 - THISIS、WEB電話システム、WEB電話用サーバ装置およびWEB電話用プログラムに関する特許を出願[9]
  - 12月 - TIGETの取扱いチケット流通総額 (GMV) が累計160億円を突破[10]
- 2023年
  - 03月 - TIGET、タイ進出に向けてタイ国のバンコク週報と業務提携[11]
  - 04月 - 第三者割当増資を実施し、総額3億円の資金調達を完了[12]
  - 10月 - インターネット無料通話サービス「THISIS」事業を新設会社に事業譲渡
- 2024年
  - 05月 - TIGET、初の海外展開としてタイでのサービス提供を開始完了[13]
  - 11月 - 本社を世田谷区太子堂4-1-1 キャロットタワー 15階に移転

## 事業内容
- Webサービスの企画・開発・運営
- Webシステム・ソフトウェアの受託開発